# Муромка (село)
Му́ромка (до 1948 года Алчи́н; укр. Муромка, крымскотат. Alçın, Алчын) — исчезнувшее село в Джанкойском районе Республики Крым, располагавшееся на востоке района, в степном Крыму, на правом берегу безымянной ныне реки, которая на картах XIX века называлась Балба-Чаирлы, примерно в 1,5 км к северо-западу от современного села Светлое.

### Динамика численности населения
- 1864 год — 19 чел.[6]
- 1900 год — 58 чел.[7]
- 1915 год — 32/49 чел.[8][9]
- 1926 год — 45 чел.[10]

## История
Впервые в доступных источниках Алчин встречается в «Списке населённых мест Таврической губернии по сведениям 1864 года», составленном по результатам VIII ревизии 1864 года, согласно которому Алчин — владельческая татарская деревня, с 6 дворами и 19 жителями при колодцах в Владиславской волости Перекопского уезда. На трёхверстовой карте Шуберта 1865 года селение ещё не обозначено, а на карте, с корректурой 1876 года, отмечен хутор Альшин без указания числа дворов, а, согласно энциклопедическому словарю «Немцы России», в 1863 году на 2198 десятинах земли было основано первое в Крыму немецкое меннонитское село Дейч-Алчин или Алчин Немецкий. В 1874-75 году меннониты выехали в Америку и земля, уже 1800 десятин, была куплена в 1882 году бердянскими колонистами лютеранами, но в «Памятной книге Таврической губернии 1889 года» селение не записано.
После земской реформы 1890 года деревню отнесли к Ак-Шеихской волости. По «…Памятной книжке Таврической губернии на 1900 год» в Алчине числилось 58 жителей в 10 дворах. По Статистическому справочнику Таврической губернии. Ч.II-я. Статистический очерк, выпуск пятый Перекопский уезд, 1915 год, на хуторе Алчин (И. М. Лорера) Ак-Шеихской волости Перекопского уезда числился 4 двора (все дворы с землёй) с немецким населением в количестве 32 человек приписных жителей и 49 — «посторонних», из которых 42 мужчины и 27 женщин. Жители владели 340 десятин удобной земли. При хуторе числилось 72 лошади, 17 коров и 46 голов мелкого скота.
После установления в Крыму Советской власти, по постановлению Крымревкома от 8 января 1921 года № 206 «Об изменении административных границ» была упразднена волостная система и в составе Джанкойского уезда был создан Джанкойский район. В 1922 году уезды преобразовали в округа. 11 октября 1923 года, согласно постановлению ВЦИК, в административное деление Крымской АССР были внесены изменения, в результате которых округа были ликвидированы, основной административной единицей стал Джанкойский район и село включили в его состав. Согласно Списку населённых пунктов Крымской АССР по Всесоюзной переписи 17 декабря 1926 года, в селе Алчин (немецкий), Антониновского сельсовета Джанкойского района, числилось 8 дворов, все крестьянские, население составляло 45 человек, все немцы. После образования в 1935 году Колайского района (переименованного указом ВС РСФСР № 621/6 от 14 декабря 1944 года в Азовский) село включили в его состав. Вскоре после начала Великой Отечественной войны, 18 августа 1941 года крымские немцы были выселены, сначала в Ставропольский край, а затем в Сибирь и северный Казахстан.
После освобождения Крыма от фашистов, 12 августа 1944 года было принято постановление № ГОКО-6372с «О переселении колхозников в районы Крыма» и в сентябре 1944 года в Азовский район Крыма приехали первые новоселы (162 семьи) из Житомирской области, а в начале 1950-х годов последовала вторая волна переселенцев из различных областей Украины. С 25 июня 1946 года Алчин в составе Крымской области РСФСР. Указом Президиума Верховного Совета РСФСР от 18 мая 1948 года, Алчин переименовали в Муромку. 26 апреля 1954 года Крымская область была передана из состава РСФСР в состав УССР. На 15 июня 1960 года село числилось в составе Ковровского сельсовета.
Указом Президиума Верховного Совета УССР «Об укрупнении сельских районов Крымской области», от 30 декабря 1962 года Азовский район был упразднён и село присоединили к Джанкойскому. Ликвидировано к 1968 году (согласно справочнику «Крымская область. Административно-территориальное деление на 1 января 1968 года» — в период с 1954 по 1968 годы, как село Нижнегорского района, что, возможно, ошибка).